# Dohalický dub
Dohalický dub je památný strom - dub letní nacházející se v osadě Kopaniny, obec Dohalice, okres Hradec Králové.
- výška: 30 m
- obvod kmene: 350 cm[1]

## Památné a významné stromy v okolí
- Husova Lípa v Horních Dohalicích
- Lípa srdčitá v Hořiněvsi (Lípa u Barbory)
- Lípa srdčitá v Hořiněvsi (Lípa ze Šporkovy aleje)
- Hněvčeveská lípa
- Jasan ztepilý u Čistěvsi